# Kill Buljo
Kill Buljo (2007) ist eine norwegische Parodie der Filme Kill Bill 1 und Kill Bill 2 von Quentin Tarantino. Der Film spielt im norwegischen Verwaltungsbezirk Finnmark und schildert die Geschichte von Jompa Tormanns Jagd nach Tampa und Papa Buljo. Er verspottet das Klischee über die norwegischen Samen (auch abwertend Lappen genannt). In Deutschland wird der Film auch unter den Titeln Massacre – The True Face und Wood Massacre – Der Rächer vertrieben.

## Handlung
Jompa Tormann ist eher widerwillig dabei, zu heiraten. Als sich die Familie zum traditionellen Verlobungskaffee im Gemeindezentrum von Kautokeino versammelt, bricht die Hölle los, als das „Tödliche Samische Attentatskommando“, bestehend aus Tampa Buljo, Crazy Beibifeit, Dr. Kjell Driver und Bud Light, die ganze Hochzeitsgesellschaft erschießt und offenbar niemand das Gemeindezentrum lebend verlässt.
Aber einer macht genau das, sonst gäbe es keine Geschichte zu erzählen: Jompa überlebt auf wundersame Weise und fällt in ein tiefes Koma. Dieser Fall wird dem samen- und frauenhassenden Polizeiinspektor Sid Wisløff und seiner Assistentin Unni Formen zugewiesen. Wisløff glaubt, dass Jompa Tormann die Gäste getötet hat und diese Tat damit vollendete, dass er sich selbst viermal in den eigenen Schädel schoss, um seine Schuld zu vertuschen.
Einige Wochen später wacht Jompa auf und muss erst einmal ordentlich seine Blase entleeren. Danach will er Rache an den Mitgliedern des „Tödlichen Samischen Attentatskommandos“ nehmen. Von nun an übernimmt Jompa die Sache selber und erledigt nacheinander alle Mitglieder des Attentatskommando, wobei ihm Sid Wisløff und Unni Formen, unterstützt von der samischen Fährtensucherin Peggy Mathilassi, auf den Fersen sind, um ihn hinter Gitter zu bringen.

## Rezeption
- Lexikon des internationalen Films: „Thriller-Parodie voller Zitate und Genre-Klischees im Tarantino-Fahrwasser, die ihre ruppige Geschichte mit gut platzierten, aber bei weitem nicht immer zündenden Gags erzählt.“[2]

## Sonstiges
Die Produktionskosten betrugen lediglich 150.000 USD.
Der norwegischen Zeitung Dagbladet nach äußerte Quentin Tarantino 2007 nach Ansehen des Trailers, dass er sich darauf freue, den Film zu sehen.